# مارسيلو برانكو
مارسيلو برانكو هو لاعب الجسر ‏ برازيلي، ولد في 1945.